# Börnig

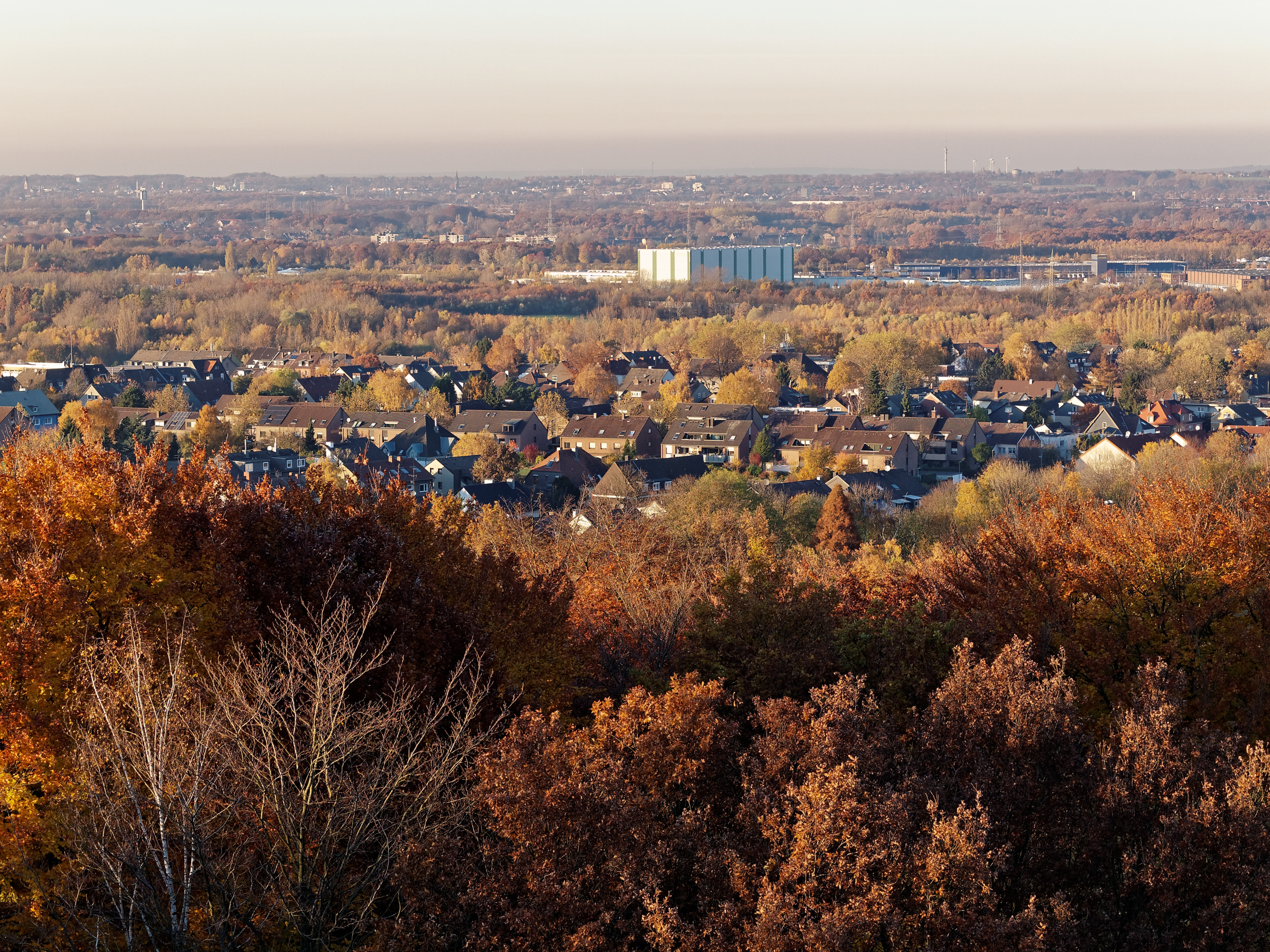
Börnig vom Wilhelmturm aus gesehen

Börnig ist heute ein im Osten liegender Ortsteil der Stadt Herne, der zusammen mit dem benachbarten Ortsteil Holthausen an die Stadt Castrop-Rauxel grenzt.

## Geschichte
Um das Jahr 1000 herum wird die Bauerschaft Börnig, welche im 19. Jahrhundert die Siedlungskerne Vellwig, Voßnacken, Berkel (früher auch Berckel) und das Rittergut Schadeburg der Freiherren von Pallandt umfasste, erstmals erwähnt. Der Name „Borne – Wic“ weist auf eine Waldstelle hin, die man abbrannte, um sie urbar zu machen. Beurkundungen über Bertold von Börsinghausen sowie über Heinrich und Walter von Börnig („Bornevic“) sind auf das Jahr 1266 datiert. Andere Dokumente erwähnen zu diesem Zeitpunkt Adam von Sodingen, Bernhard von Düngelen zur Schadeburg und Rykard von Alstede. Das heißt, dass bereits zu dieser Zeit die Schadeburg urkundlich erwähnt war.

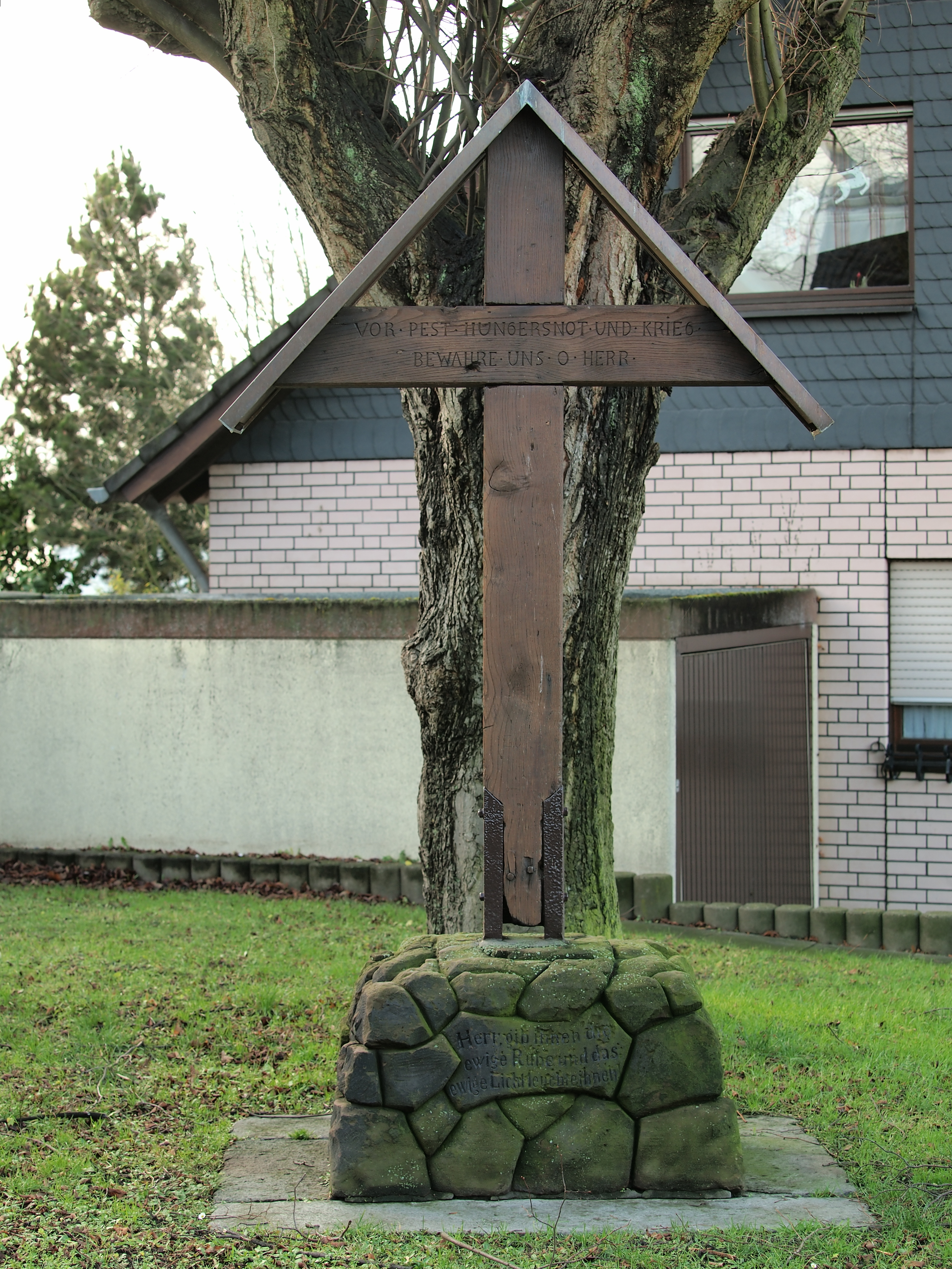
Pestkreuz An der Linde

Auf 1636 ist das so genannte „Pestjahr“ datiert, das also im Dreißigjährigen Krieg lag, in dem das Pestkreuz im „Eschfeld“ als Erinnerung an den schwarzen Tod aufgestellt und eine Linde dazu gepflanzt wurde. Der jährliche Pilgerzug zum Pestkreuz am Urbanus-Tag am 25. Mai ist eine ständige Erinnerung daran, denn Urbanus galt als Patron gegen die Pest. Daneben gehört auch die Schadeburg zu heute kirchlichen Zielen. Denn auf dem Gelände der ehemaligen Schadeburg steht heute die Evangelische Kirche in Börnig. An die Schadeburg selbst erinnern zwei Gemälde in der Kirche und die Tatsache, dass die Straße, an der die Kirche liegt, „Schadeburgstraße“ heißt.
Nach dem Frieden von Tilsit (1807) wird die Grafschaft Mark von Preußen getrennt, an das Kaiserreich Frankreich abgegeben und an das Großherzogtum Berg angeschlossen. Das Großherzogtum Berg (Hauptstadt Düsseldorf) unterteilt sich in vier Departements. Das Ruhr-Departement (Hauptstadt Dortmund) wird dabei aus drei Arrondissements gebildet. Das Arrondissement Dortmund gliedert sich in sechs Kantone. Der Kanton Dortmund besteht u. a. aus der Mairie Castrop mit den Gemeinden Börnig, Holthausen und Sodingen (Gysenberg). Zu diesem Zeitpunkt wurde Börnig noch nicht von Herne, sondern von Castrop verwaltet.
Bis 1843 gehörte Börnig zur Bürgermeisterei Castrop im Landkreis Dortmund, danach mit Holthausen, Sodingen und dem Gysenberg zum Amt Castrop. Im Jahre 1902 wurde dieses Amt aufgelöst, so dass Börnig, Giesenberg-Sodingen und Holthausen zum Amt Sodingen kamen und schließlich am 1. April 1928 im Zuge der damaligen Eingemeindungswelle in die Stadt Herne eingegliedert wurden, deren Einwohnerzahl dadurch um ein Drittel anstieg.

1907 wurde in Börnig der Schacht III/IV der Zeche Zeche Friedrich der Große abgeteuft. 

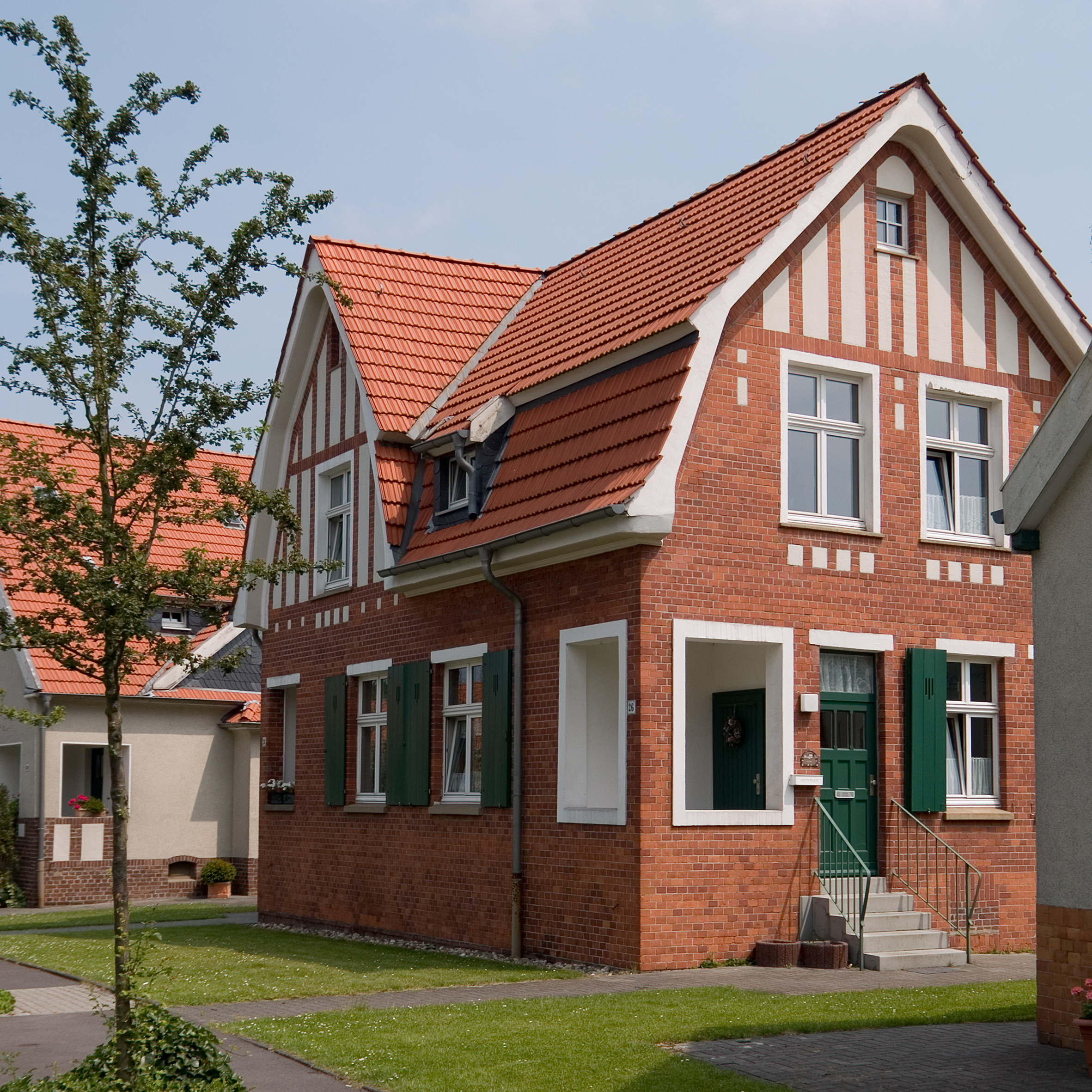
Siedlung Teutoburgia

 1909–1923 wurde die Siedlung Teutoburgia für die Arbeiter der gleichnamigen Zeche Teutoburgia errichtet. Um einerseits den sich ansiedelnden Bergarbeitern Wohn – und Lebensraum zu geben und andererseits Massenmietshäuser und die Nachteile von Verstädterung zu vermeiden, wurden Konzepte von Ebenezer Howard, einem britischen Stadtplaner und Sozialreformer, umgesetzt. Die Zeche war Anfang des 20. Jahrhunderts nur für zwei Jahrzehnte in Betrieb.

## Statistik
Zum 31. Dezember 2019 lebten 3.663 Einwohner im Ortsteil Börnig.
Struktur der Bevölkerung im statistischen Bezirk Börnig im Jahr 2019:
- Bevölkerungsanteil der unter 18-Jährigen: 12,8 % (Herner Durchschnitt: 16,0 %)[7]
- Bevölkerungsanteil der mindestens 65-Jährigen: 28,8 % (Herner Durchschnitt: 21,8 %)[8]
- Ausländeranteil: 4,6 % (Herner Durchschnitt: 18,7 %)[9]
- Arbeitslosenquote: 4,6 % (Herner Durchschnitt: 7,9 %)[10]

## Persönlichkeiten
- Elisabeth Hoffmann (1914–1973), Malerin und Bildhauerin
- Jan Zweyer (* 1953), Krimiautor und Schriftsteller für Kurzgeschichten
- Kurt Edelhagen (1920–1982), einer der führenden Bigband-Leader in Deutschland

## Verkehr
Der Haltepunkt Herne-Börnig liegt an der Bahnstrecke Duisburg-Ruhrort–Dortmund (Emschertalbahn). Hier verkehrt die Linie RB 43 zwischen Dorsten und Dortmund.
| Linie | Verlauf | Takt   |
| ----- | --- | ------ |
| RB 43 | Emschertal-Bahn: Dorsten – Feldhausen – Gladbeck-Zweckel – Gladbeck Ost – Gelsenkirchen-Buer Süd – Gelsenkirchen Zoo – Wanne-Eickel Hbf – Herne – Herne-Börnig – Castrop-Rauxel Süd – Castrop-Rauxel-Merklinde – Dortmund-Bövinghausen – Dortmund-Lütgendortmund Nord – Dortmund-Marten – Dortmund-Rahm – Dortmund-Huckarde Nord – Dortmund Hbf Stand: Fahrplanwechsel Dezember 2021 | 60 min |

Zugleich bedienen die Linien 311, 321, 351 und NE31 der HCR diesen Stadtteil.
| Linie | Verlauf | Takt (Mo–Fr)                                                               |
| ----- | --- | -------------------------------------------------------------------------- |
| 311   | Herne Zechenring – Horsthausen – Herne Bf – Herne Mitte – Archäologie-Museum/Kreuzkirche – Am Stadtgarten – Akademie Mont-Cenis – Börnig – (Schadenburgstr./Börnig Bf – Teutoburgia) / Realschule Sodingen – Holthausen – Castrop Münsterplatz                  | 30 min (Horsth.–Herne Bf) 10 min (Herne Bf–Holth.) 20 min (Holth.–Castrop) |
| 321   | Herne Mitte – Herne Bf – Horsthausen – Zechenring – Börnig – Akademie Mont-Cenis – Sodingen – Herne-Tierpark Gysenberg – Siedlung Constantin – Bochum-Gerthe Mitte – Schwerinstr.                                                                               | 30 min (Herne Mitte–Constantin) 60 min (Constantin–Gerthe)                 |
| 351   | Herne Mitte – Herne Bf – Vinckestr. – Börnig – Schadenburgstr./Börnig Bf – Teutoburgia – Holthausen – Castrop Gewerbegebiet Westring – Castrop-Rauxel-Behringhausen – Castrop Münsterplatz                                                                      | 30 min                                                                     |
| NE31  | NachtExpress: Herne Bf → Herne Mitte → Archäologie-Museum/Kreuzkirche → Sodingen → Akademie Mont-Cenis → Holthausen → Börnig → Horsthausen Süd → Herne Bf Fährt in den Nächten Freitag/Samstag, Samstag/Sonntag, vor Feiertagen und nach besonderer Ankündigung | 60 min                                                                     |

Autobahnabfahrt Herne-Börnig auf der Bundesautobahn 42 (Emscherschnellweg).